# Apuñalamiento de Salman Rushdie
El viernes 12 de agosto de 2022, el escritor británico-estadounidense Salman Rushdie (n. 1947) fue víctima de un ataque violento cuando iba a dar una conferencia en el condado de Chautauqua, una localidad al oeste del estado de Nueva York (Estados Unidos).
La policía del Estado de Nueva York confirmó en un comunicado que el escritor sufrió tres heridas graves en el cuello, en un ojo (que le produjo la pérdida permanente de visión) y la pérdida de uso de una mano debido a lesiones nerviosas en el brazo. También sufrió siete puntazos más en el pecho, el torso y el hígado. Rushdie fue trasladado a un hospital en helicóptero.
El ataque se perpetró poco antes de que comenzara la conferencia, en el momento en que estaba siendo presentado; el atacante, que iba vestido de negro y con una prenda también negra en la cabeza, fue detenido de forma inmediata y puesto bajo custodia policial.
El agente de Rushdie, Andrew Wylie, dijo a las 19:00 (hora local) del 12 de agosto que Rushdie estaba conectado a un ventilador y no podía hablar. Al comentar sobre el alcance de sus lesiones, Wylie dijo que Rushdie probablemente perdería un ojo, además de sufrir daño hepático y nervios cortados en un brazo. Wylie dijo además que «las noticias no son buenas» y que el escritor estaba en condición crítica, conectado a un respirador. Al día siguiente, Rushdie recuperó la capacidad de hablar y volvió a respirar por sí mismo, después de que los médicos le retiraran la respiración asistida. Su agente comentó al respecto: «Será larga [su recuperación], las heridas son graves, pero su estado avanza en la dirección correcta».
El 21 de febrero de 2025, un jurado declaró culpable al joven musulmán Hadi Matar de los dos cargos por los que era juzgado: intento de asesinato en segundo grado y agresión en segundo grado.

## Antecedentes
La cuarta novela de Salman Rushdie, Los versos satánicos (1988), obtuvo elogios de la crítica y la controversia luego de su publicación.
En 1989, el ayatolá Ruholá Jomeiní (1902-1989), el líder supremo de Irán, emitió una fetua que exigía el asesinato de Rushdie, y Rushdie se vio obligado a esconderse durante un tiempo indeterminado.
En los días previos al apuñalamiento, Rushdie viajaba sin sus agentes de seguridad, y además el anfiteatro Chautauqua, donde presentaría su obra, era conocido por un ambiente «accesible», «relajado» y «sin problemas».

## Sospechoso
Tras el ataque, la policía identificó al sospechoso como Hadi Matar, un hombre de 24 años del pueblo de Fairview (en el estado de Nueva Jersey).
Según los informes policiales, en las redes sociales expresaba opiniones en apoyo del gobierno iraní.
La investigación estuvo a cargo de la Policía Estatal de Nueva York, con la asistencia del FBI (Buró Federal de Investigaciones) y del fiscal de distrito del condado de Chautauqua.

## Reacciones en el mundo
El director ejecutivo del canal de televisión PEN America señaló: «No podemos pensar de inmediato en ningún incidente comparable de un ataque público violento contra un escritor durante un evento literario aquí en los Estados Unidos».
El New York Times informó que el incidente envió «ondas de conmoción y horror a través del mundo literario».
Behrouz Boochani, un periodista iraní en el exilio, condenó el ataque y lo calificó de «ataque a la libertad de expresión».
El primer ministro del Reino Unido, Boris Johnson, tuiteó: «Consternado de que sir Salman Rushdie haya sido apuñalado mientras ejercía un derecho que nunca debemos dejar de defender».
El presidente francés, Emmanuel Macron, escribió que Rushdie «encarna la libertad y la lucha contra el oscurantismo» y fue víctima «de un cobarde ataque de las fuerzas del odio y la barbarie».
Mientras tanto, en un comunicado, la Casa Blanca también condenó al ataque que sufrió Rushdie diciendo que «es espantoso».
Se conoció también que la prensa y el gobierno de la República Islámica de Irán por su parte celebraron el atroz atentado, y según algunos medios iraníes, esperan la muerte del escritor, lo cual también ha sido objeto de repudio en varios países del mundo.
Por su parte, en las horas siguientes al ataque se dispararon las ventas de libros de Salman Rushdie. Al día siguiente por la tarde, tres ediciones de Los versos satánicos encabezaban el ranking de libros de Amazon, e Hijos de la medianoche ―primer éxito de ventas del escritor de origen indio― ocupaba la cuarta posición. Además, usuarios de Twitter ―entre ellos, la escritora española Rosa Montero― animaron a comprar libros de Rushdie como muestra de solidaridad.

## Sospechoso condenado en 2025
El 21 de febrero de 2025, un jurado declaró culpable al joven musulmán Hadi Matar de los dos cargos por los que era juzgado: intento de asesinato en segundo grado y agresión en segundo grado.
El jurado emitió su veredicto tras menos de dos horas de deliberaciones sobre un caso en el que Rushdie sufrió 12 puñaladas en 27 segundos.
Matar, que se acogió a su derecho a no declarar durante este juicio que solo necesitó siete sesiones, se enfrenta a una pena de hasta 25 años de cárcel. Además, tiene abierta otra causa federal en la que se le acusa de delitos de terrorismo por supuestamente haber brindado ayuda material a la milicia chíi libanesa Hezbolá.